# Neolamprologus devosi
Neolamprologus devosi är en fiskart som beskrevs av Schelly, Stiassny och Lothar Seegers 2003. Neolamprologus devosi ingår i släktet Neolamprologus och familjen Cichlidae. IUCN kategoriserar arten globalt som sårbar. Inga underarter finns listade i Catalogue of Life.